# West Branch Penobscot River
Der West Branch Penobscot River ist der rechte Quellfluss des Penobscot River im US-Bundesstaat Maine.
Der West Branch Penobscot River entwässert den abflussregulierten Seboomook Lake nach Osten. Er durchfließt den Stausee Chesuncook Lake und anschließend 
das Seensystem des Pemadumcook Lake. Er passiert die Kleinstadt Millinocket und wird später flussabwärts zum Dolby Pond aufgestaut. Nun folgt der Ort East Millinocket, bevor sich der Fluss bei Medway mit dem von Norden heranströmenden East Branch zum Penobscot River vereinigt. Der West Branch Penobscot River hat eine Länge von etwa 190 km und verfügt über ein Einzugsgebiet von 5150 km². Es befinden sich mehrere Staudämme und Wasserkraftwerke am Flusslauf. North Branch und South Branch Penobscot River münden in das westliche Ende des Seboomook Lake und bilden somit die Quellflüsse des West Branch Penobscot River.

## Wasserkraftanlagen
Am Flusslauf des West Branch Penobscot River befinden sich mehrere Wasserkraftwerke.
Die Wasserkraftanlagen in Abstromrichtung:
| Name             | Leistung in MW | Anzahl Turbinen | Lage | Betreiber            |
| ---------------- | -------------- | --------------- | ---- | -------------------- |
| McKay            | 38             | 3               | (⊙)  | Brookfield Renewable |
| North Twin       | 7              | 3               | (⊙)  | Brookfield Renewable |
| Millinocket      | 36             | 8               | (⊙)  | Brookfield Renewable |
| Dolby            | 21             | 7               | (⊙)  | Brookfield Renewable |
| East Millinocket | 7              | 6               | (⊙)  | Brookfield Renewable |
| Medway           | 3,44           | 5               | (⊙)  | Erie Blvd Hydropower |

Das Wasserkraftwerk McKay befindet sich unterhalb des Ripogenus Dam, welcher den Chesuncook Lake aufstaut. North Twin liegt am Abfluss des Pemadumcook Lake-Seensystems.
Die Wasserkraftanlage Medway wird im Rahmen der Penobscot River Restoration-Vereinbarung modernisiert.